# Roland Schmid (Politiker)
Roland Schmid (* 17. Juli 1956 in Stuttgart-Bad Cannstatt) ist ein deutscher Politiker (CDU).

## Leben und Beruf
Schmid erlangte in Stuttgart die mittlere Reife und absolvierte anschließend ein Wirtschaftsgymnasium. Danach studierte er Rechtswissenschaften in Heidelberg und Tübingen. Von 1987 bis 1996 war er Referent im baden-württembergischen Ministerium für Kultus und Sport. Während seiner Abgeordnetentätigkeit war er als Rechtsanwalt tätig. Nach seinem Ausscheiden aus dem Landtag ging er zurück in den Landesdienst. Schmid ist verheiratet und hat drei Kinder. Seine Frau Beate Bulle-Schmid ist seit 2009 Stadträtin in Stuttgart.

## Politik
1989 wurde Schmid in den Gemeinderat von Stuttgart gewählt, dem er bis 2009 angehörte. Darüber hinaus wurde er Vorsitzender der CDU in Bad Cannstatt und Kreisvorsitzender der Kommunalpolitischen Vereinigung Stuttgart. Seit 2014 gehört er der Regionalversammlung der Region Stuttgart an. Von 1996 bis 2001 war er Mitglied im Landtag von Baden-Württemberg. Er vertrat dort ein Direktmandat im Wahlkreis Stuttgart IV. Bei den Landtagswahlen 2016 und 2021 kandidierte er erneut im Wahlkreis Stuttgart IV, verfehlte jedoch jeweils ein Mandat.